# ФК «Реал Сосьедад» в сезоне 2002/2003
В течение сезона 2002-03 «Реал Сосьедад» впервые за несколько десятилетий поучаствовал в гонке за титул чемпиона.

## Обзор сезона
После серии выступлений, растянувшихся с сентября по февраль, клуб поднялся на вершину таблицы. В феврале и марте их форма в чемпионате пошатнулась, и борьба за титул была отложена. Однако в апреле клубу удалось восстановить свои позиции на вершине. Поражение со счетом 4: 2 от «Галактикос» мадридского «Реала» на «Аноэте» в апреле стало фирменным выступлением команды.
Переломный момент наступил в начале июня. Неспособность обыграть «Валенсию» и поражение на выезде от «Сельты де Виго», которые претендовали на место в квалификации UCL, означало, что гипусконский клуб упустил трофей лиги. В последний игровой день домашняя победа над «Атлетико Мадрид» была бесплодной, поскольку «Реал Мадрид» победил «Атлетик Бильбао» и, таким образом, стал чемпионом лиги. В этом исходе также обвиняют домашнюю ничью с «Вильярреалом» в марте.